# Lara Prašnikar
Lara Prašnikar (Celje, 8 agosto 1998) è una calciatrice slovena, attaccante dell'Eintracht Francoforte e della nazionale slovena.

## Carriera

### Club
Cresciuta in un ambiente familiare legato al calcio, è figlia di Bojan Prašnikar, ex calciatore e allenatore di calcio, e sorella di Luka, anch'egli calciatore, Lara Prašnikar si tessera ben presto con lo Šmartno, giocando nelle sue formazioni giovanili miste fino all'età di 12 anni, per trasferirsi in seguito alla squadra interamente femminile dello Rudar Škale. Qui è inserita fino al 2013 nella formazione giovanile, venendo aggregata alla squadra titolare dalla stagione 2013-2014.
Durante il calciomercato estivo 2016 sottoscrive un contratto biennale che la lega al Turbine Potsdam, dov'è inserita sia nella formazione riserve iscritta al girone Nord della 2. Frauen-Bundesliga che in quella titolare, debuttando in Frauen-Bundesliga, il massimo livello del campionato tedesco, il 10 settembre 2016 alla seconda giornata del campionato 2016-2017, nell'incontro vinto per 3-0 sulle avversarie del 1. FFC Francoforte rilevando all'82' Tabea Kemme.
Nell'estate 2020 ha lasciato il Turbine Potsdam dopo quattro stagioni, trasferendosi all'Eintracht Francoforte.

## Statistiche

### Presenze e reti nei club
Statistiche (parziali) aggiornate al 19 settembre 2021.
| Stagione                     | Squadra                      | Campionato                   | Campionato | Campionato | Coppe nazionali | Coppe nazionali | Coppe nazionali | Coppe internazionali | Coppe internazionali | Coppe internazionali | Altre coppe | Altre coppe | Altre coppe | Totale | Totale |
| Stagione                     | Squadra                      | Comp                         | Pres       | Reti       | Comp            | Pres            | Reti            | Comp                 | Pres                 | Reti                 | Comp        | Pres        | Reti        | Pres   | Reti   |
| ---------------------------- | ---------------------------- | ---------------------------- | ---------- | ---------- | --------------- | --------------- | --------------- | -------------------- | -------------------- | -------------------- | ----------- | ----------- | ----------- | ------ | ------ |
| 2016-2017                    | Turbine Potsdam              | BL                           | 11         | 0          | CG              | -               | -               |                      | -                    | -                    |             | -           | -           | 11     | 0      |
| 2017-2018                    | Turbine Potsdam              | BL                           | 9          | 4          | CG              | 2               | 1               |                      | -                    | -                    |             | -           | -           | 11     | 5      |
| 2018-2019                    | Turbine Potsdam              | BL                           | 22         | 10         | CG              | 3               | 1               |                      | -                    | -                    |             | -           | -           | 25     | 11     |
| 2019-2020                    | Turbine Potsdam              | BL                           | 16         | 15         | CG              | 2               | 0               |                      | -                    | -                    |             | -           | -           | 18     | 15     |
| Totale Turbine Potsdam       | Totale Turbine Potsdam       | Totale Turbine Potsdam       | 58         | 29         |                 | 7               | 2               |                      | -                    | -                    |             | -           | -           | 65     | 31     |
| 2020-2021                    | Eintracht Francoforte        | BL                           | 20         | 5          | CG              | 4               | 2               |                      | -                    | -                    |             | -           | -           | 24     | 7      |
| 2021-2022                    | Eintracht Francoforte        | BL                           | 9          | 5          | CG              | 2               | 1               |                      | -                    | -                    |             | -           | -           | 3      | 2      |
| Totale Eintracht Francoforte | Totale Eintracht Francoforte | Totale Eintracht Francoforte | 29         | 10         |                 | 6               | 3               |                      | -                    | -                    |             | -           | -           | 33     | 12     |
| Totale carriera              | Totale carriera              | Totale carriera              | 183        | 27         |                 | 20              | 5               |                      | 7                    | 1                    |             | -           | -           | 210    | 33     |

### Cronologia presenze e reti in nazionale
| Cronologia completa delle presenze e delle reti in nazionale ― Slovenia | Cronologia completa delle presenze e delle reti in nazionale ― Slovenia | Cronologia completa delle presenze e delle reti in nazionale ― Slovenia | Cronologia completa delle presenze e delle reti in nazionale ― Slovenia | Cronologia completa delle presenze e delle reti in nazionale ― Slovenia | Cronologia completa delle presenze e delle reti in nazionale ― Slovenia | Cronologia completa delle presenze e delle reti in nazionale ― Slovenia | Cronologia completa delle presenze e delle reti in nazionale ― Slovenia |
| Data                                                                    | Città                                                                   | In casa                                                                 | Risultato                                                               | Ospiti                                                                  | Competizione                                                            | Reti                                                                    | Note                                                                    |
| ----------------------------------------------------------------------- | ----------------------------------------------------------------------- | ----------------------------------------------------------------------- | ----------------------------------------------------------------------- | ----------------------------------------------------------------------- | ----------------------------------------------------------------------- | ----------------------------------------------------------------------- | ----------------------------------------------------------------------- |
| 22-9-2015                                                               | Capodistria                                                             | Slovenia                                                                | 0 – 3                                                                   | Scozia                                                                  | Qual. Euro 2017                                                         | -                                                                       |                                                                         |
| 19-10-2015                                                              | Velenje                                                                 | Slovenia                                                                | 3 – 0                                                                   | Bielorussia                                                             | Qual. Euro 2017                                                         | -                                                                       |                                                                         |
| 26-10-2015                                                              | Lubiana                                                                 | Slovenia                                                                | 0 – 6                                                                   | Islanda                                                                 | Qual. Euro 2017                                                         | -                                                                       |                                                                         |
| 2-3-2016                                                                | Detroit                                                                 | Stati Uniti                                                             | 3 – 0                                                                   | Slovenia                                                                | Amichevole                                                              | -                                                                       |                                                                         |
| 4-3-2016                                                                | Strasburgo                                                              | Francia                                                                 | 2 – 0                                                                   | Slovenia                                                                | Amichevole                                                              | -                                                                       |                                                                         |
| 7-3-2016                                                                | Poznań                                                                  | Polonia                                                                 | 0 – 1                                                                   | Slovenia                                                                | Amichevole                                                              | 1                                                                       |                                                                         |
| 8-4-2016                                                                | Glasgow                                                                 | Scozia                                                                  | 3 – 1                                                                   | Slovenia                                                                | Qual. Euro 2017                                                         | -                                                                       |                                                                         |
| 12-4-2016                                                               | Lendava                                                                 | Slovenia                                                                | 8 – 1                                                                   | Macedonia                                                               | Qual. Euro 2017                                                         | 2                                                                       |                                                                         |
| 3-6-2016                                                                | Skopje                                                                  | Macedonia                                                               | 0 – 9                                                                   | Slovenia                                                                | Qual. Euro 2017                                                         | 2                                                                       |                                                                         |
| 16-9-2016                                                               | Reykjavík                                                               | Islanda                                                                 | 4 – 0                                                                   | Slovenia                                                                | Qual. Euro 2017                                                         | -                                                                       |                                                                         |
| 20-9-2016                                                               | Barysaŭ                                                                 | Bielorussia                                                             | 2 – 0                                                                   | Slovenia                                                                | Qual. Euro 2017                                                         | -                                                                       |                                                                         |
| 5-4-2017                                                                | Budapest                                                                | Ungheria                                                                | 2 – 2                                                                   | Slovenia                                                                | Amichevole                                                              | -                                                                       |                                                                         |
| 9-6-2017                                                                | Tirana                                                                  | Albania                                                                 | 1 – 0                                                                   | Slovenia                                                                | Amichevole                                                              | -                                                                       |                                                                         |
| 16-9-2017                                                               | Stoccarda                                                               | Germania                                                                | 6 – 0                                                                   | Slovenia                                                                | Qual. Mondiali 2019                                                     | -                                                                       |                                                                         |
| 20-10-2017                                                              | Velenje                                                                 | Slovenia                                                                | 0 – 4                                                                   | Rep. Ceca                                                               | Qual. Mondiali 2019                                                     | -                                                                       |                                                                         |
| 24-11-2017                                                              | Maribor                                                                 | Slovenia                                                                | 5 – 0                                                                   | Fær Øer                                                                 | Qual. Mondiali 2019                                                     | 3                                                                       |                                                                         |
| 6-3-2018                                                                | Kranj                                                                   | Slovenia                                                                | 2 – 2                                                                   | Serbia                                                                  | Amichevole                                                              | 2                                                                       |                                                                         |
| 6-4-2018                                                                | Poetovio                                                                | Slovenia                                                                | 0 – 2                                                                   | Islanda                                                                 | Qual. Mondiali 2019                                                     | -                                                                       |                                                                         |
| 10-4-2018                                                               | Lubiana                                                                 | Slovenia                                                                | 0 – 4                                                                   | Germania                                                                | Qual. Mondiali 2019                                                     | -                                                                       |                                                                         |
| 7-6-2018                                                                | Tórshavn                                                                | Fær Øer                                                                 | 0 – 4                                                                   | Slovenia                                                                | Qual. Mondiali 2019                                                     | 1                                                                       |                                                                         |
| 11-6-2018                                                               | Reykjavík                                                               | Islanda                                                                 | 2 – 0                                                                   | Slovenia                                                                | Qual. Mondiali 2019                                                     | -                                                                       |                                                                         |
| 31-8-2018                                                               | Olomouc                                                                 | Rep. Ceca                                                               | 2 – 0                                                                   | Slovenia                                                                | Qual. Mondiali 2019                                                     | -                                                                       |                                                                         |
| 8-11-2018                                                               | Gornja Radgona                                                          | Slovenia                                                                | 2 – 0                                                                   | Albania                                                                 | Amichevole                                                              | -                                                                       |                                                                         |
| 21-1-2019                                                               | Podgorica                                                               | Montenegro                                                              | 0 – 4                                                                   | Slovenia                                                                | Amichevole                                                              | 1                                                                       |                                                                         |
| 28-2-2019                                                               | Maribor                                                                 | Slovenia                                                                | 0 – 0                                                                   | Croazia                                                                 | Amichevole                                                              | -                                                                       |                                                                         |
| 2-3-2019                                                                | Leopoli                                                                 | Ucraina                                                                 | 1 – 3                                                                   | Slovenia                                                                | Amichevole                                                              | 1                                                                       |                                                                         |
| 4-3-2019                                                                | Kruševac                                                                | Slovenia                                                                | 2 – 0                                                                   | Serbia                                                                  | Amichevole                                                              | 1                                                                       |                                                                         |
| 30-8-2019                                                               | Velenje                                                                 | Slovenia                                                                | 0 – 1                                                                   | Russia                                                                  | Qual. Euro 2022                                                         | -                                                                       |                                                                         |
| 3-9-2019                                                                | Novo Mesto                                                              | Slovenia                                                                | 5 – 0                                                                   | Kosovo                                                                  | Qual. Euro 2022                                                         | 2                                                                       |                                                                         |
| 4-10-2019                                                               | Capodistria                                                             | Slovenia                                                                | 2 – 4                                                                   | Paesi Bassi                                                             | Qual. Euro 2022                                                         | -                                                                       |                                                                         |
| 8-10-2019                                                               | Istanbul                                                                | Turchia                                                                 | 1 – 6                                                                   | Slovenia                                                                | Qual. Euro 2022                                                         | 3                                                                       |                                                                         |
| 12-11-2019                                                              | Amsterdam                                                               | Paesi Bassi                                                             | 4 – 1                                                                   | Slovenia                                                                | Qual. Euro 2022                                                         | -                                                                       |                                                                         |
| 10-3-2020                                                               | Pristina                                                                | Kosovo                                                                  | 0 – 3                                                                   | Slovenia                                                                | Qual. Euro 2022                                                         | -                                                                       |                                                                         |
| 18-9-2020                                                               | Celje                                                                   | Slovenia                                                                | 3 – 1                                                                   | Turchia                                                                 | Qual. Euro 2022                                                         | 1                                                                       |                                                                         |
| 23-10-2020                                                              | Mosca                                                                   | Russia                                                                  | 1 – 0                                                                   | Slovenia                                                                | Qual. Euro 2022                                                         | -                                                                       |                                                                         |
| 23-2-2021                                                               | Tallinn                                                                 | Estonia                                                                 | 0 – 9                                                                   | Slovenia                                                                | Qual. Euro 2022                                                         | 2                                                                       |                                                                         |
| 13-4-2021                                                               | Maribor                                                                 | Slovenia                                                                | 5 – 0                                                                   | Slovacchia                                                              | Amichevole                                                              | 1                                                                       |                                                                         |
| 12-6-2021                                                               | Lubiana                                                                 | Slovenia                                                                | 4 – 1                                                                   | Croazia                                                                 | Amichevole                                                              | 1                                                                       |                                                                         |
| 17-9-2021                                                               | Tallinn                                                                 | Estonia                                                                 | 0 – 4                                                                   | Slovenia                                                                | Qual. Mondiali 2023                                                     | 2                                                                       |                                                                         |
| 21-9-2021                                                               | Murska Sobota                                                           | Slovenia                                                                | 2 – 3                                                                   | Francia                                                                 | Qual. Mondiali 2023                                                     | 1                                                                       |                                                                         |
| 22-10-2021                                                              | Lendava                                                                 | Slovenia                                                                | 1 – 1                                                                   | Galles                                                                  | Qual. Mondiali 2023                                                     | -                                                                       | 11’                                                                     |
| 26-10-2021                                                              | Atene                                                                   | Grecia                                                                  | 1 – 4                                                                   | Slovenia                                                                | Qual. Mondiali 2023                                                     | 2                                                                       |                                                                         |
| 26-11-2021                                                              | Nova Gorica                                                             | Slovenia                                                                | 6 – 0                                                                   | Estonia                                                                 | Qual. Mondiali 2023                                                     | 2                                                                       |                                                                         |
| 30-11-2021                                                              | Capodistria                                                             | Slovenia                                                                | 0 – 0                                                                   | Grecia                                                                  | Qual. Mondiali 2023                                                     | -                                                                       |                                                                         |
| 8-4-2022                                                                | Nur-Sultan                                                              | Kazakistan                                                              | 0 – 2                                                                   | Slovenia                                                                | Qual. Mondiali 2023                                                     | 1                                                                       |                                                                         |
| 2-9-2022                                                                | Kranj                                                                   | Slovenia                                                                | 2 – 0                                                                   | Kazakistan                                                              | Qual. Mondiali 2023                                                     | -                                                                       |                                                                         |
| 6-9-2022                                                                | Cardiff                                                                 | Galles                                                                  | 0 – 0                                                                   | Slovenia                                                                | Qual. Mondiali 2023                                                     | -                                                                       |                                                                         |
| 1-12-2023                                                               | Lendava                                                                 | Slovenia                                                                | 2 – 1                                                                   | Bosnia ed Erzegovina                                                    | UEFA Women's Nations League 2023-2024 - 1º turno                        | -                                                                       | 23’                                                                     |
| 5-12-2023                                                               | Pardubice                                                               | Rep. Ceca                                                               | 4 – 0                                                                   | Slovenia                                                                | UEFA Women's Nations League 2023-2024 - 1º turno                        | -                                                                       |                                                                         |
| 23-2-2024                                                               | Helsinki                                                                | Finlandia                                                               | 1 – 0                                                                   | Slovenia                                                                | Amichevole                                                              | -                                                                       | 20’                                                                     |
| 27-2-2024                                                               | Nova Gorica                                                             | Slovenia                                                                | 1 – 0                                                                   | Filippine                                                               | Amichevole                                                              | 1                                                                       |                                                                         |
| 5-4-2024                                                                | Lubiana                                                                 | Slovenia                                                                | 2 – 0                                                                   | Moldavia                                                                | Qual. Euro 2025                                                         | 1                                                                       |                                                                         |
| 9-4-2024                                                                | Skopje                                                                  | Macedonia del Nord                                                      | 0 – 5                                                                   | Slovenia                                                                | Qual. Euro 2025                                                         | 1                                                                       |                                                                         |
| Totale                                                                  |                                                                         | Presenze                                                                | 53                                                                      |                                                                         | Reti                                                                    | 35                                                                      |                                                                         |